# Тополя чорна
Тополя чорна, осокір (Populus nigra L.) — дерево родини вербових (Salicaceae).

## Назва
Місцеві назви осокор, сокорина (осокорина, осокірник), чорнотополя тощо. Слово сокорина можна знайти у Шевченка, його творі "Княжна (Зоре, моя вечірная...)"

## Опис
Це дерево заввишки 15-25 м з широкою кроною, товстим стовбуром, темно-сірою тріщинуватою корою. Листки широкоовально-трикутні, при основі ширококлиноподібні, дрібнопилчасті, зверху темно-зелені, шкірясті, черешки сплюснуті, майже дорівнюють довжині пластинки. Квітки одностатеві, рослина дводомна. Тичинкові сережки (45 см завдовжки) з 8-45 тичинок, пиляки пурпурові; маточкові сережки 6-8 см завдовжки, квітки їх з широкояйцеподібною зав'яззю і жовтуватими приймочками. Плід — дрібногорбочкувата коробочка (4-6 мм завдовжки). Насіння має чубок із сріблястих волосків.

## Поширення та екологія
Осокір росте по долинах і берегах річок, у заплавах, по берегах стариць і озер, утворюючи нерідко чисті осокорові лісостани. Світлолюбна рослина. Цвіте у березні — квітні.
Тополя чорна поширена звичайно по всій Україні, крім Карпат. Часто вирощують уздовж доріг, у парках. Райони заготівель — Чернігівська, Київська, Полтавська, Черкаська, Дніпропетровська, Харківська, Донецька, Луганська області. Запаси сировини великі.

## Практичне використання

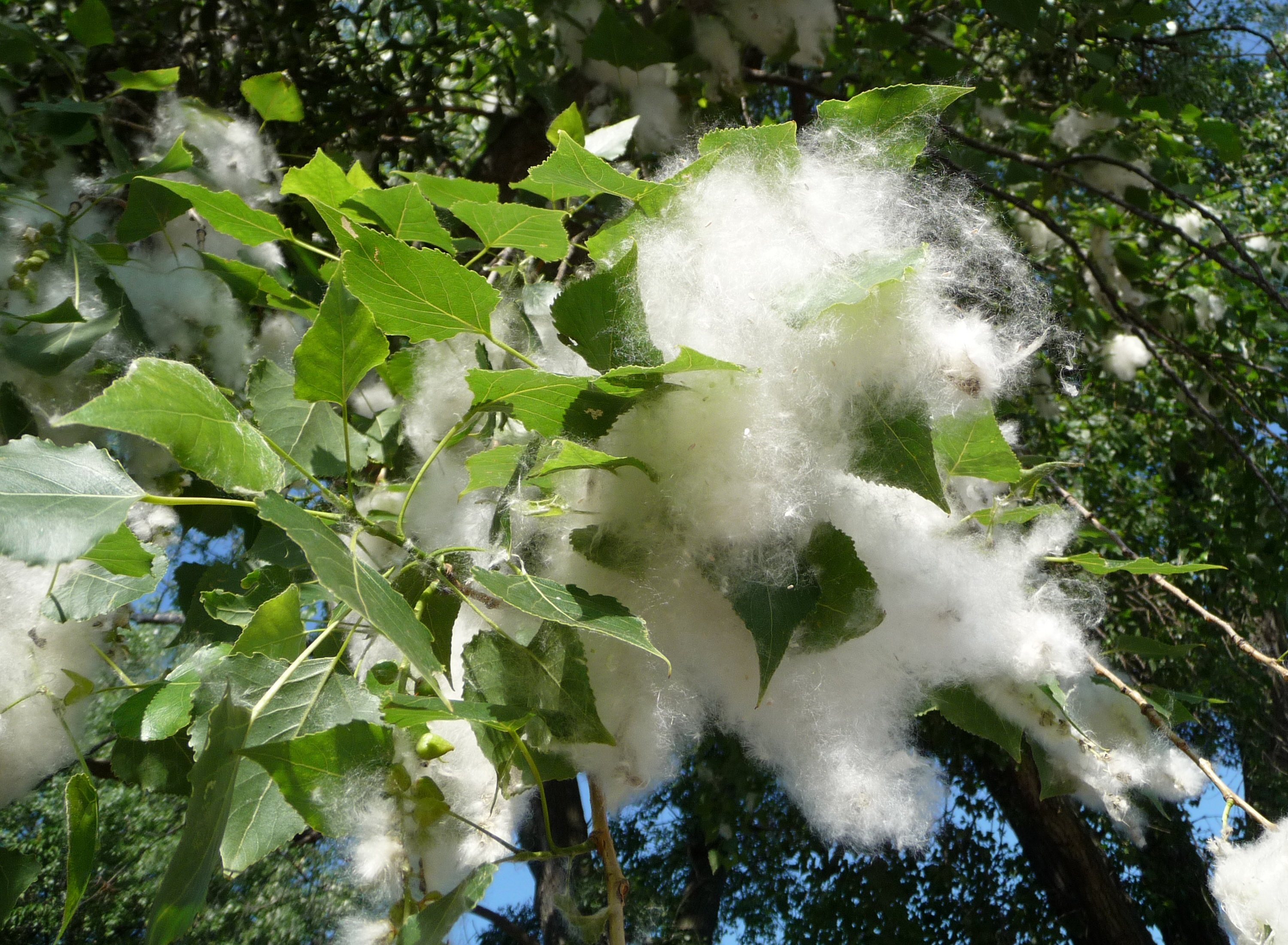
Тополиний пух

Лікарська, деревинна, медоносна, танідоносна, фарбувальна, ефіроолійна, волокниста, декоративна, фітомеліоративна і кормова рослина.
У науковій медицині використовують листкові бруньки і кору тополі чорної — Gemma et Cortex Populi. Бруньки її містять ефірну олію (до 0,7 %), глікозиди саліцин і популін, яблучну й галову кислоти, значну кількість смоли, камедь, мінеральні речовини, які мають протизапальні, антимікробні, болезаспокійливі й кровоспинні властивості. Їх використовують для лікування ран, порізів, виразок, забитих місць. З кори добувають саліцин, який в організмі людини при розщепленні дає салігеніт, що має жарознижувальні властивості.
У народній медицині бруньки використовують зовнішньо при геморої, ревматизмі, подагрі, опіках, для поліпшення росту волосся, молоді листочки — для заспокійливих ванн. Свіжий сік, вижатий з листків тополі, вживають при зубному болю і дзвоні у вухах. Тополеве вугілля вживається іноді при здутті кишки.
Деревина тополі чорної за будовою і властивостями близька до осики, має світло-буре ядро, що різко відрізняється від білувато-жовтої заболоні. Деревина м'яка, легка, при висиханні розтріскується і жолобиться незначно. Використовується на виготовлення клепки, з якої виробляють низькосортну тару, бо вона чорніє. Чорна тополя дає будівельний ліс, а рівні стовбури розпилюють на дошки. Деревину використовують у столярній і токарній справах, вона придатна для виготовлення целюлози. Дрова з тополі чорної горять повільно, вугілля не утримує жару і швидко гасне.
Тополя чорна дає дуже багато пилку і клею, які збирають бджоли. Пилок тополі досить цінний поживний корм для бджіл. Він містять велику кількість азотистих речовин, мінеральних солей, вуглеводів і порівняно низький відсоток клітковини. З листків її бджоли беруть падь.
Кору тополі чорної використовують для дублення шкур (в ній містяться таніди — 5-9 %, у листках −1,57,2 %).

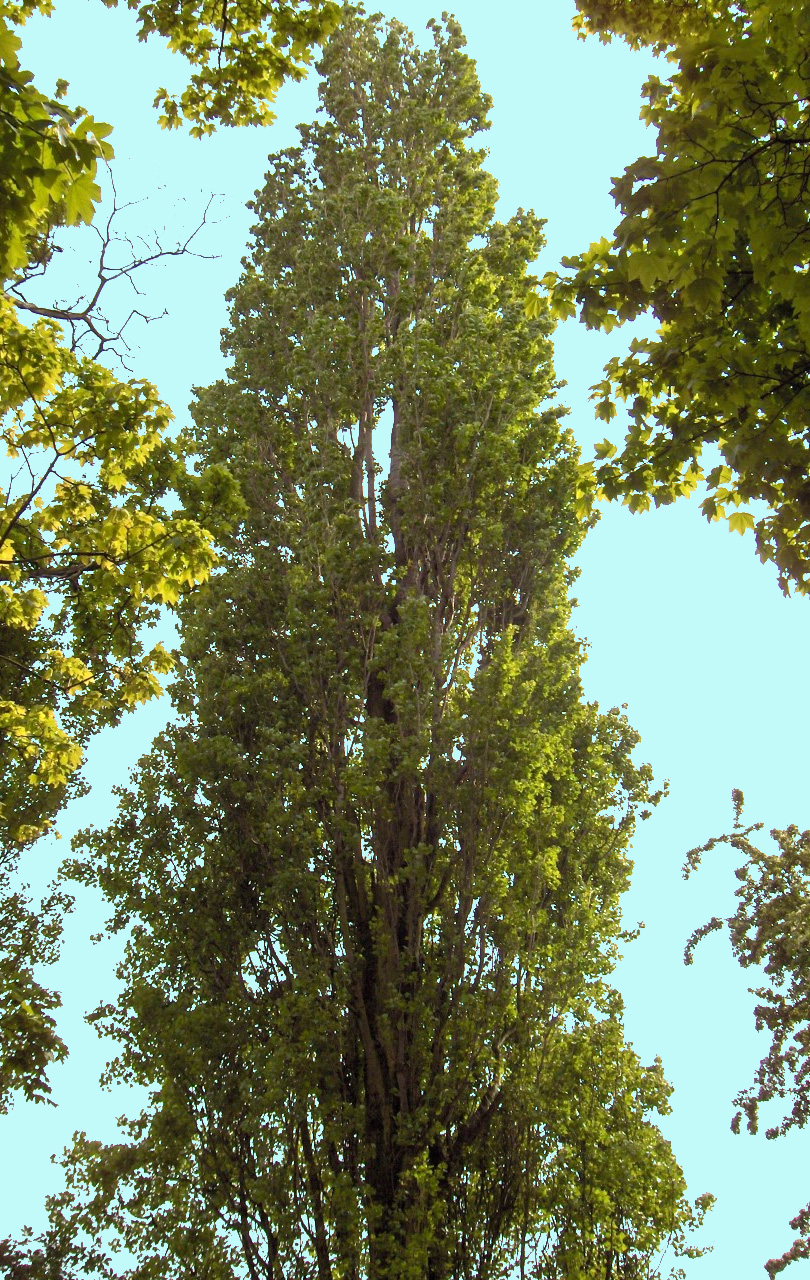
Тополя чорна

З кори добувають також жовту фарбу невисокої якості для фарбування шкіри. З бруньок добувають барвну речовину — хрізин, яким фарбують вовну в жовтий, ясно-жовтий, ясно-шоколадний кольори. З бруньок тополі чорної добувають ефірну олію, яку використовують у парфумерній промисловості як фіксатор.
Тополиний пух (волоски насіння) можна використовувати як замінник вати (як набивний матеріал).
Тополя чорна декоративна рослина. Рекомендується для насаджень (чоловічі особини), у парках і лісопарках, у заплавах річок, біля водойм. Добре витримує обрізування.
У лісомеліоративних насадженнях рекомендується для залісення берегів річок, водойм; добре витримує затоплення водою, засипання піском і незначну засоленість.
Молоді листки містять значну кількість протеїну (16,3 %) та незначну кількість клітковини (19 %), мінеральні солі, аскорбінову кислоту (189,6 мг %), каротин
(240,8 мг %) . Листки поїдаються домашніми тваринами задовільно. У зв'язку з тим, що з віком різко зростає вміст ефірної олії, заготівлю облиствених гілок як гілковий
корм слід провадити не пізніше середини літа.
Тополя пірамідальна — декоративна рослина. Рекомендується для поодиноких, групових, рядових і алейних насаджень. Особливо придатна для оформлення водойм, створення високих захисних (вітроломних) стін, придорожніх насаджень. На сухих і бідних ґрунтах у віці 15 — 20 років вона починає суховершинити і втрачає декоративність. З її бруньок добувають жовту фарбу, придатну для фарбування вовни.

## Збирання, переробка та зберігання
Бруньки заготовляють під час квітнення. Для цього зрізують секаторами або пилками невеликі гілки і з них вручну обривають листкові бруньки. Бажано заготівлю бруньок проводити під час рубок догляду. Сировину пров'ялюють під навісами з гарною вентиляцією, після чого досушують на сонці, розстеливши тонким шаром (1-2 см) на папері або тканині, час від часу перемішуючи. Сухі бруньки пакують у мішки вагою по 35 кг зберігають у сухих, добре провітрюваних приміщеннях.
Кору тополі чорної заготовляють із старих зрубаних дерев, яку очищають від зовнішнього брудного шару. Потім кору знімають гострою сокирою у вигляді шматків 15 — 40 см завдовжки, 2,5-5 см товщиною, 3-8 см завширшки. Сушать кору під навісами з гарною вентиляцією, на горищі під залізним дахом, розстеливши в обидва шари на стелажах або підвішеній тканині.
Суху кору пакують у рогожані тюки по 50-100 кг зберігають у сухих, добре провітрюваних приміщеннях.